# Vergies

Vergies este o comună în departamentul Somme, Franța. În 1 ianuarie 2022 avea o populație de 178 de locuitori.